# Rokkaku-dō

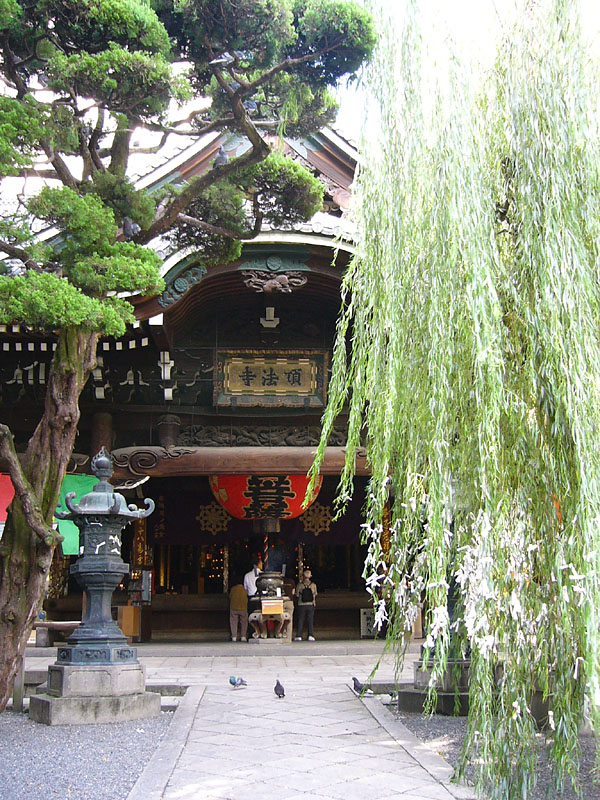
Rokkaku-dō.

Le Chōhō-ji (頂法寺, Chōhō-ji), aussi appelé Rokkaku-dō (六角堂, Rokkaku-dō) en raison de la forme hexagonale de son bâtiment principal, est un temple bouddhiste situé à Kyoto au Japon, qui aurait été établi par le prince Shōtoku. Ce temple fait partie de la route du pèlerinage de Kansai Kannon.

## Histoire
Rokkaku-dō aurait été fondé au début de l'époque de Heian.
Les origines de la tradition japonaise d'arrangement floral appelé ikebana sont liées à Rokkaku-dō à l'époque médiévale de Muromachi.
Rokkaku-dō a joué un rôle dans le développement du Jōdo-shinshū : en 1201, Shinran entreprend une retraite de cent jours et fait un rêve le quatre-vingt-quinzième jour, rêve au cours duquel il voit le prince Shōtoku  (considéré comme une incarnation d'Avalokiteśvara), le guidant vers un autre moine, Hōnen. Par la suite, Shinran devient le disciple de Hōnen et établit le Jōdo-shinshū au sein du Jōdo-shū de Hōnen.

### Source
- Richard Arthur Brabazon Ponsonby-Fane, Kyoto: The Old Capital of Japan, 794-1869, Kyoto, The Ponsonby Memorial Society, 1956 (OCLC 36644).